# あめんぼ!
あめんぼ! はe-radioで放送していたラジオ番組（日曜20：00～20:30）。前番組名は「aiueoao」。e-radio内で行われている話し方の基本やコミュニケーション術、ナレーションやDJなどを学ぶサテスタ塾生たちが出演する番組。毎週元サテスタ塾生の柴田佳世、福田遥菜、中井真奈が週代わりで出演し、サテスタ塾生3～4人が出演する。2007年9月30日をもって番組終了した。
番組の由来は前番組名からみてもわかるが、発声練習の際に使われる「あめんぼ あかいな あいうえお」「あいうえおあお」より。

## パーソナリティ（週代わり）
- 柴田佳世
- 福田遥菜
- 中井真奈
- その他サテスタ塾生多数

## 主なコーナー
- オープニング　　　　　（週代わりのパーソナリティが担当）
- サテスタ塾生のトーク　（2～3人が各々出演して近況を報告する）
- エンディング

## 補足
- Kay稲毛は,aiueoaoの番組のパーソナリティを担当していた。